# Gold (album Oddziału Zamkniętego)
Gold – album kompilacyjny zespołu Oddział Zamknięty, wydany w roku 1998, nakładem wydawnictwa Koch International.

## Lista utworów
1. „Ten wasz świat” – 3:38
2. „Party” – 4:56
3. „Obudź się” – 5:08
4. „Twój każdy krok” – 5:05
5. „Debiut” – 5:11
6. „Na to nie ma ceny” – 3:52
7. „Ich marzenia” – 4:54
8. „Zabijać siebie” – 3:43
9. „To tylko pech” – 3:31
10. „Odmienić los” – 3:12
11. „Gdyby nie ty” – 3:21
12. „Rzeka” – 5:58
13. „Sama” – 4:14